# Esporte Clube Siderúrgica
O Esporte Clube Siderúrgica, mais conhecido como Siderúrgica, é um clube de futebol brasileiro, da cidade de Sabará, no estado de Minas Gerais.
É proprietário do Estádio Eli Seabra Filho, também conhecido como Praia do Ó, tem como mascote uma Tartaruga (criação do cartunista Fernando Pierucetti, o Mangabeira, por encomenda do jornal 'Folha de Minas', em 1943) e ostenta como suas cores, o branco e o azul.
Conquistou duas vezes o Campeonato Mineiro de Futebol, com seu título de 1964 marcando tanto o último torneio antes da inauguração do Mineirão como o último de um time fora de Belo Horizonte até a década de 2000.
Por um longo período, Siderúrgica havia encerrado as suas operações, isso desde 1967, após perder o patrocínio da Belgo-Mineira. O clube tentou retornar ao cenário do futebol profissional de Minas Gerais em 1993, 1997, 2011, 2012, 2015 e 2016, jogando as divisões inferiores, mas não obteve o acesso em nenhuma oportunidade.

## História

### Fundação e ascensão
O Siderúrgica foi fundado no dia 31 de maio de 1930, por iniciativa de funcionários da  Usina Siderúrgica Belgo-Mineira. O estatuto do clube foi elaborado por uma comissão de 10 membros, presidida por Felicio Roberto, que ocupou o cargo de primeiro presidente da história do Siderúrgica.
O clube foi inicialmente organizado para ser um Clube de Recreação Esportivo dos funcionários da Companhia Siderúrgica Belgo Mineira. A Companhia Siderúrgica Belgo Mineira foi patrocinadora do clube, empenhando-se para o aprimoramento dos diversos departamentos deste, principalmente seu quadro de atletas profissionais. Contribuindo materialmente e financeiramente, possibilitou aos atletas satisfação, alegria e aprimoramento técnico e físico. Isso foi um exemplo de responsabilidade social em seu tempo, pois oferecia, através da Belgo Mineira, uma garantia de aprendizado de uma outra profissão, com a possibilidade, quando encerrava-se a carreira futebolística, do jogador trabalhar no ramo siderúrgico.
O primeiro campo de futebol foi construído em terreno da Praia do Ó, doado pelo Recreio Club Siderúrgica, e com o patrocínio da Belgo-Mineira. A primeira partida aconteceu em 17 de agosto de 1930, contra o também sabarense Alves Nogueira Football Club, no campo deste, atual PRAESA. O Siderúrgica foi derrotado por 5 a 4.
Em 1931, filiou-se a Liga Mineira de Desportos Terrestres e disputou seu primeiro torneio oficial, e em 1913, conquistou o título de Campeão da 2ª Divisão de Amadores. Em 1933, fez sua primeira partida como profissional, vencendo o Palestra Itália, atual Cruzeiro, pelo placar de 2 a 1.
Já em 1937, alcançou uma de suas mais importantes glórias: a conquista do Campeonato Mineiro, vencendo o tradicional Villa Nova na decisão. Teve o artilheiro da competição, Arlindo, com 10 gols. Este também marcou o gol da vitória do Siderúrgica no terceiro jogo das finais.
Em 1942, teve a honra de ceder à Seleção Brasileira, para disputa do Sul-Americano, seu meio-campista Paulo Florêncio.
Em 1943 o criador dos mascotes dos principais clubes mineiros, o cartunista Fernando Pierucetti (Mangabeira), definiu como mascote da equipe uma tartaruga.
Em 1954 foi disputada a Taça Louis Ensch, em homenagem ao patrono do Siderúrgica e ex-presidente da Companhia Belgo Mineira. Todas as partidas foram disputadas em Belo Horizonte e o título ficou com o Esporte Clube Siderúrgica.
O clube manteve outras atividades além do futebol, tendo êxito nas modalidades de basquetebol, voleibol, tênis e futebol de salão. Neste último, se sagrou campeão estadual em 1960 e 1962.

### Auge e queda
O Siderúrgica foi o último campeão mineiro antes do início da Era Mineirão, em 1964, ao vencer o América no Estádio da Alameda por 3 a 1. O título se valeu pelo comando do técnico Dorival "Yustrich" Knipel, que ordenou a construção de uma nova concentração, pediu aos jogadores tirarem licença de seus empregos na Belgo Mineira, e requisitou a contratação do atacante Aldeir (que marcou o primeiro gol da final) junto ao America do Rio. A alcunha da equipe de "Tartaruga do Napoleão", citada em seu hino, remete ao apelido de seu famoso treinador. Durante a histórica campanha da Tartaruga, o time de Sabará sofreu apenas uma derrota, para o Cruzeiro, no Barro Preto, por 1 a 0, com um gol do jovem Tostão, muito contestado pelo Siderúrgica, alegando que este teria sido feito em impedimento.
Curiosamente, o hino do Esporte Clube Siderúrgica foi gravado dentro de uma siderúrgica, e em sua letra são mencionados os rivais "Galo, Raposa e Leão", fazendo referência ao Atlético Mineiro, Cruzeiro e Villa Nova, respectivamente. O único hino também retrata e referencia o momento mais glorioso do clube.
O Siderúrgica foi o primeiro clube de Minas Gerais a jogar uma partida interestadual no recém inaugurado Mineirão, pela Taça Brasil de 1965. Eliminou o Atlético Goianiense e chegou às oitavas-de-final, na qual foi superado pelo Grêmio. Destaca-se também o fato do clube ter disputado a partida inaugural do Estádio Pelezão, maior de Brasília até aquele momento. No Campeonato Mineiro de 1965, mais uma campanha de destaque do Esquadrão, que terminou na terceira colocação e foi proclamado o primeiro campeão mineiro do interior.
Endividado pelos gastos para a campanha de título em 1964, o Siderúrgica perdeu o apoio financeiro da Belgo-Mineira em 1967. A equipe pediu licenciamento à Federação Mineira de Futebol e foi rebaixada do Campeonato Mineiro após o término da edição de 1966. Posteriormente extinguiu seu departamento de futebol profissional.

### Retorno
Depois de 26 anos desativado, voltou a disputar, em 1993 e 1997, o Campeonato Mineiro da Segunda Divisão, mas sem o mesmo sucesso do passado.
Em 2007, voltou a disputar o futebol profissional, integrando o Campeonato Mineiro da Segunda Divisão. Após uma capanha ruim, terminou em último em seu grupo, e foi eliminado logo na primeira fase.
Em 2011, o clube novamente se inscreveu para a disputa da Segunda Divisão, porém não obteve sucesso e foi eliminado ainda na primeira fase.
Em 2012, o Siderúrgica inscreveu-se novamente para a disputa deste campeonato, mas novamente acabou sendo eliminado na primeira fase e ficando na lanterna do grupo sem nenhuma vitória.
A falta de verbas do Siderúrgica impediram o retorno de uma equipe profissional para a Segunda Divisão em 2014, mantendo apenas seis equipes de base, nas categorias pré-mirim, mirim, infantil e juvenil. Como não poderiam usar o Estádio da Praia do Ó, treinavam em uma escola estadual de Sabará. Retomou novamente as atividades em 2015, e para a disputa da Segunda Divisão, utilizou o Estádio Israel Pinheiro, em Itabira, para mando de suas partidas, o que ocorreu novamente em 2016.

### Atual jejum histórico de vitórias
A última partida que o Siderúrgica jogou ainda patrocinado pela Belgo Mineira foi a vitória fora de casa, pelo Campeonato Mineiro, contra o Renascença em Belo Horizonte, no dia 8 de dezembro de 1966.
A Tartaruga voltou a campo, em jogos oficiais, apenas em 1993 para a disputa da Segunda Divisão do Campeonato Mineiro, correspondente ao atual Módulo II. Com uma campanha ruim, jogou sete vezes, com dois empates e cinco derrotas, terminando a competição em último lugar.
Após quatro anos, a equipe sabarense voltou a disputar um campeonato profissional, a Segunda Divisão de 1997 (terceira divisão do futebol mineiro), onde novamente fez uma campanha pífia, com apenas duas vitórias em oito jogos. A primeira dessas duas vitórias aconteceu no dia 20 de setembro 1997, por 2 a 1 sobre o Fabril, quase 31 anos depois da sua última vitória. A segunda vitória aconteceu no dia 31 de agosto, por 4 a 2 contra o Esportivo de Passos, sendo essa a última vitória a nível profissional do Siderúrgica em sua história. No último jogo de 1997, um empate por 1 a 1 com a Aciara em Ipatinga, não foi suficiente para avançar à fase seguinte e a equipe novamente terminou o campeonato em último lugar na classificação geral.
O próximo campeonato profissional que o Siderúrgica disputou, após uma década de inatividade, foi a Segunda Divisão de 2007, retornando para as edições de 2011, 2012, 2015 e 2016. Neste período a equipe disputou 36 jogos com 10 empates, 26 derrotas e nenhuma vitória, levando a um jejum de 19 anos sem vencer, que é ainda maior ao contar-se partidas amistosas.
Atualmente, não disputa nenhuma divisão do Futebol Profissional do Campeonato Mineiro, focando-se em seu departamento de futebol feminino de base.

### Formações históricas
- Time-base Campeão Mineiro de 1937:

Tonho, Rômulo Januzzi, Ferreira, Chico Preto, Mascote, Paulo Florêncio, Moraes, Geraldo Rebelo, Chiquinho, Arlindo e Princesa. Treinadores: Tonheca e Capitão.
- Time-base Campeão Mineiro de 1964:

Djair, Geraldinho, Chiquito, Ze Luiz e Dawson Laviolla; Edson e Paulista; Ernani, Silvestre, Noventa (Aldeir) e Tião Cavadinha. Treinador: Yustrich.

## Estatísticas

### Participações
|  | Participações em 2024 |

| Competição   | Competição            | Temporadas | Melhor campanha       | Anos                             | P | R |
| Minas Gerais | Campeonato Mineiro    | 34         | Campeão (1937 e 1964) | 1933-1966                        |   | 1 |
| Minas Gerais | Módulo II             | 2          | Campeão (1932)        | 1932, 1993                       | 1 | – |
| Minas Gerais | Segunda Divisão       | 6          | 5º colocado (1997)    | 1997, 2007, 2011-2012, 2015-2016 | – |   |
| Brasil       | Campeonato Brasileiro | 1          | 7º colocado (1965)    | 1965                             |   | – |

### Desempenho em competições oficiais
*1966 : A equipe terminou na penúltima posição, a qual livraria o clube do rebaixamento. Contudo, por pedir licenciamento para a Federação, foi excluído do Módulo I. Até o presente momento, o Siderúrgica não voltou a disputar a elite do Futebol Mineiro.

## Títulos
| ESTADUAIS | ESTADUAIS                      | ESTADUAIS | ESTADUAIS               |
|           | Competição                     | Títulos   | Temporadas              |
| --------- | ------------------------------ | --------- | ----------------------- |
|           | Campeonato Mineiro             | 2         | 1937 e 1964             |
|           | Campeonato Mineiro - Módulo II | 1         | 1932                    |
|           | Torneio Início de Minas Gerais | 4         | 1942, 1951, 1956 e 1965 |
|           | Campeonato Mineiro do Interior | 1         | 1965                    |

### Outras conquistas
| INTERESTADUAIS | INTERESTADUAIS                              | INTERESTADUAIS | INTERESTADUAIS |
|                | Competição                                  | Títulos        | Temporadas     |
| -------------- | ------------------------------------------- | -------------- | -------------- |
|                | Taça Brasil - Zona Sudeste Central          | 1              | 1965           |
| ESTADUAIS      |                                             |                |                |
|                | Competição                                  | Títulos        | Temporadas     |
|                | Campeonato Mineiro de Aspirantes            | 1              | 1938           |
|                | Torneio da Zona Metalúrgica de Minas Gerais | 1              | 1959           |
|                | Copa Belo Horizonte - Juiz de Fora          | 1              | 1961           |
|                | Taça Louis Ensch                            | 1              | 1954           |
| MUNICIPAIS     |                                             |                |                |
|                | Competição                                  | Títulos        | Temporadas     |
|                | Campeonato Amador de Sabará                 | 2              | 1969 e 1986    |

Notas
 Campeão invicto

### Futebol feminino
- Copa Litoral Paulista de Futebol Feminino: 2021